# ريان بلامبيرغ
ريان بلامبيرغ (بالإنجليزية: Ryan Blumberg)‏ هو لاعب كرة قدم أسترالي، ولد في 1 ديسمبر 1998. لعب مع تشارلتون أثلتيك.

## وصلات خارجية
- ريان بلامبيرغ على موقع قاعدة بيانات كرة القدم.إي يو (الإنجليزية)
- ريان بلامبيرغ على موقع Soccerway.com (الإنجليزية)